# Harlan True Stetson
Harlan True Stetson (1885-1964) fue un astrónomo y físico estadounidense.

## Semblanza
Stetson se graduó en la Universidad de Brown en 1912, obtuvo una maestría por la Universidad de Dartmouth, y se doctoró en la Universidad de Harvard en 1915. Su tesis se tituló, Sobre un Aparato y Método para las Medidas Termo-Eléctricas de Fotometría Fotográfica.
Se incorporó como docente a la Universidad de Dartmouth en 1918 para enseñar física, trasladándose posteriormente a Harvard, donde dio clases de astronomía hasta 1929. En ese año pasó a dirigir el Observatorio Perkins en Delaware (Ohio).
En 1936 se incorporó al Instituto Tecnológico de Massachusetts. Dirigió el Laboratorio Terrestre de Investigación Cósmica del MIT entre 1940 y 1950, analizando las relaciones entre el cosmos y la Tierra. Sus estudios incluyeron las manchas solares, la corteza terrestre, y la propagación de las ondas radiofónicas.

## Eponimia
- El cráter lunar Stetson lleva este nombre en su memoria.[2]